# Trap Nation
Trap Nation je američki muzički Jutjub kanal koj prikazuje elektro i trap muziku. Trap Nation je takođe glavni Jutjub kanal Nation Networka, u kojoj se takođe nalaze i kanali pod imenom Chill Nation, Bass Nation, Rap Nation, Indie Nation, R&B Nation i House Nation. Od januara 2018, The Nations su najveći muzički kanal na Jutjubu sa više od 27 miliona pratioca zajedno. Glavni kanal Trap Nation je 34. kanal u svetu po broju pratioca.

## Istorija
Trap Nation je osnovan u septembru 2012. od strane Andrea Viljema Benca kada je imao 15 godina.
Broj pretplatnika Jutjub kanala Trap Nation porastao je kada je obajvljen San Holov remiks pesme Dr. Dre-a "The Next Episode", koja je dobila 23 miliona pregleda za samo 7 meseci.
Na kraju 2016. Trap Nation je bio među 10 najbrže rastućih kanala na Jutjubu od strane Tubefiltera, dobijajući oko 70 miliona novih pregleda nedeljno.
Trap Nation trenutno ima više od 17 miliona pratioca uz dobijanje oko  600 000 pretplatnika mesečno. Na Spotifaju, Trap Nation muzička lista ima preko 1 milion pratioca i prosečno 200 000 slusaoca mesečno.

## Događaji
U 2016. godini, Trap Nation je imao svoj prvi javni nastup u Denburiju, gde su se prestavili Botnet i Lukas.
U junu 2017. godine, Trap Nation je održao najveci Art Kar događaj na Elektrik Dejzi Karnevalu dostižući broj od čak 4000 ljudi. U sastavu su bile i velike svetske zvezde kao što su Alan Voker, Trojboj, Bumboks Kartel, Autograf i mnogi drugi.
Trap Nation je takođe bio glavni sponzor Insomniaka na događajima, zajedno sa Sanglas Hatom, Uberom, Smirnofom i Koronom.

## Priznanja
U 2015. godini Trap Nation je bio ukljucen u Jutjubovih top 10 najpopularnijih Gugl/Jutjub muzičkih partnera. Trap Nation je takodje u Guglovih 1% najpopularnijih kanal elektronske muzike.
U junu 2017. Trap Nation je bio 44. Jutjub kanal sa najviše pratioca sa ukupno preko 5 biliona pregleda. Trap Nation je takođe najbolji dens Jutjub kanal zajedno sa Monsterketom, MrSuisajdŠipom, Proksimitijem i Madžestik Kežualom.